# قرنوب (المخادر)

تعديل مصدري - تعديل

قرنوب محلة تابعة لقرية المنارة، التابعة لعزلة المعشار بمديرية المخادر إحدى مديريات محافظة إب في الجمهورية اليمنية، بلغ تعداد سكانها 85 حسب تعداد اليمن لعام 2004.